# Simulium congonse
Simulium congonse är en tvåvingeart som beskrevs av Gouteux 1977. Simulium congonse ingår i släktet Simulium och familjen knott.
Artens utbredningsområde är Kongo. Inga underarter finns listade i Catalogue of Life.